# St. Lawrence University
St. Lawrence University är ett amerikanskt privat universitet som ligger i Canton i New York och hade totalt 2 493 studenter (2 414 undergraduate students och 79 postgraduate students) för 2017.
Universitet grundades den 3 april 1856 som The St. Lawrence University and Theological School av den universalistiska trossamfundet Universalist Church of America (UCA). Lärosätet bestod av två separata utbildningsinstitutioner där ena var om de fria konsterna och vetenskap medan den andra var om teologi. 1961 gick UCA ihop med American Unitarian Association och bildade Unitarian Universalist Association, det kombinerade trossamfundet beslutade fyra år senare att avveckla den teologiska delen av St. Lawrence.
Universitet tävlar med 35 universitetslag i olika idrotter via sin idrottsförening St. Lawrence Saints.

## Alumner
| Entreprenörer - Paul Dolan - Owen D. Young Idrottare - Drew Bagnall - Gavin Bayreuther - Brandon Bollig - Matt Carey - Isabelle Chartrand - Dale Clarke - Ryan Glenn - Gina Kingsbury - Éric Lacroix - Daniel Laperrière - Peter Lappin - Mike McKenna - Kevin O'Shea - Rich Peverley | Idrottsledare - Mike Keenan - Jacques Martin - Randy Sexton - Ray Shero - Bill Torrey Journalister - Irving Bacheller Politiker/offentlig förvaltning - Katherine Clark - Susan Collins Skådespelare - Kirk Douglas - Pete Duel - Viggo Mortensen - John Bennett Perry |